# Автономный район (КНР)
Автоно́мные райо́ны (кит. упр. 自治区, пиньинь zìzhìqū) — территориально-административные единицы КНР верхнего уровня (уровень провинции). Деление на провинции и автономные районы было введено коммунистическим руководством Китая в соответствии с принципами национальной политики, заимствованными у СССР. В автономных регионах, в отличие от провинций, проживает значительное число граждан не-ханьской национальности. В настоящее время в стране насчитывается пять единиц со статусом автономного региона. В общей сложности площадь автономных районов составляет 47,24 % территории КНР.
| Русское название    | Китайское название | Пиньинь                   | Титульная нация | Местное название                         | Столица  |
| ------------------- | ------------------ | ------------------------- | --------------- | ---------------------------------------- | -------- |
| Гуанси-Чжуанский    | 广西壮族自治区     | Guǎngxī Zhuàngzú Zìzhìqū  | Чжуаны          | Gvangjish Bouxcuengh Swcigih (Чжуанск.)  | Наньнин  |
| Внутренняя Монголия | 内蒙古自治区       | Nèiměnggǔ Zìzhìqū         | Монголы         | (Монгольск.)                             | Хух-Хото |
| Нинся-Хуэйский      | 宁夏回族自治区     | Níngxià Huízú Zìzhìqū     | Хуэйцзу         | 宁夏回族自治区 (Китайск.)                | Иньчуань |
| Синьцзян-Уйгурский  | 新疆维吾尔自治区   | Xīnjiāng Wéiwú'ěr Zìzhìqū | Уйгуры          | شىنجاڭ ئۇيغۇر ئاپتونوم رايونى (Уйгурск.) | Урумчи   |
| Тибетский           | 西藏自治区         | Xīzàng Zìzhìqū            | Тибетцы         | བོད་རང་སྐྱོང་ལྗོངས (Тибетский)                 | Лхаса    |

Первым из автономных регионов в 1947 году стала Внутренняя Монголия.

## Бывшие автономные районы
Некоторые из первых автономных районов КНР находились в составе провинций, являясь по статусу единицами окружного уровня:
- Боро-Тала-Монгольский автономный район (1954—1955 годы) — ныне Боро-Тала-Монгольский автономный округ, Синьцзян-Уйгурский автономный район.
- Дуляньский (с 1954 года — Хайси-Монгольско-Казахский) автономный район (1949—1955 годы) — ныне Хайси-Монгольско-Тибетский автономный округ, Цинхай.
- Дэхун-Дай-Качинский автономный район (1953—1956 годы) — ныне Дэхун-Дай-Качинский автономный округ, Юньнань.

## Национальный состав Китайских автономных районов (в процентах на 2000 год)
| Название              | титульные | другие | китайцы | население  |
| --------------------- | --------- | ------ | ------- | ---------- |
| Синьцзян-Уйгурский АР | 45,21 %   | 6,74 % | 40,58 % | 19 630 000 |
| Тибетский АР          | 92,80 %   |        | 6,10 %  | 2 910 000  |
| Внутренняя Монголия   | 17,13 %   | 2,14 % | 79,17 % | 23 840 000 |
| Нинся-Хуэйский АР     | 33,90 %   |        | 65,50 % | 5 880 000  |
| Гуанси-Чжуанский АР   | 32,00 %   | 3 %    | 62,00 % | 48 890 000 |

Примечание: В столбце «другие» указаны народы, которые указаны в скобках рядом с названиями автономных районов.